# Liu Jingyi (Leichtathletin, 1994)
Liu Jingyi (chinesisch 劉肼毅; * 27. Oktober 1994) ist eine chinesische Leichtathletin, die sich auf den Hochsprung spezialisiert hat. 2017 wurde sie in Bhubaneswar Vizeasienmeisterin.

## Sportliche Laufbahn
Erste internationale Erfahrungen sammelte Liu Jingyi im Jahr 2017, als sie bei den Asienmeisterschaften in Bhubaneswar mit übersprungenen 1,80 m die Silbermedaille hinter der Usbekin Nadiya Dusanova gewann. 
2024 wurde Liu chinesische Meisterin im Hochsprung im Freien sowie 2023 in der Halle.